# 마르딘주

마르딘주의 위치

마르딘주(튀르키예어: Mardin ili)는 튀르키예 중남부에 위치한 주로, 동남아나톨리아 지역에 속한다. 주도는 마르딘이며 면적은 8,891km2, 인구는 779,850명(2006년 기준), 자동차 번호는 47번, 시외전화 지역번호는 0482번이다. 시리아와 국경을 접하며 10개 군을 관할한다.